# 파블로 이글레시아스 투리온

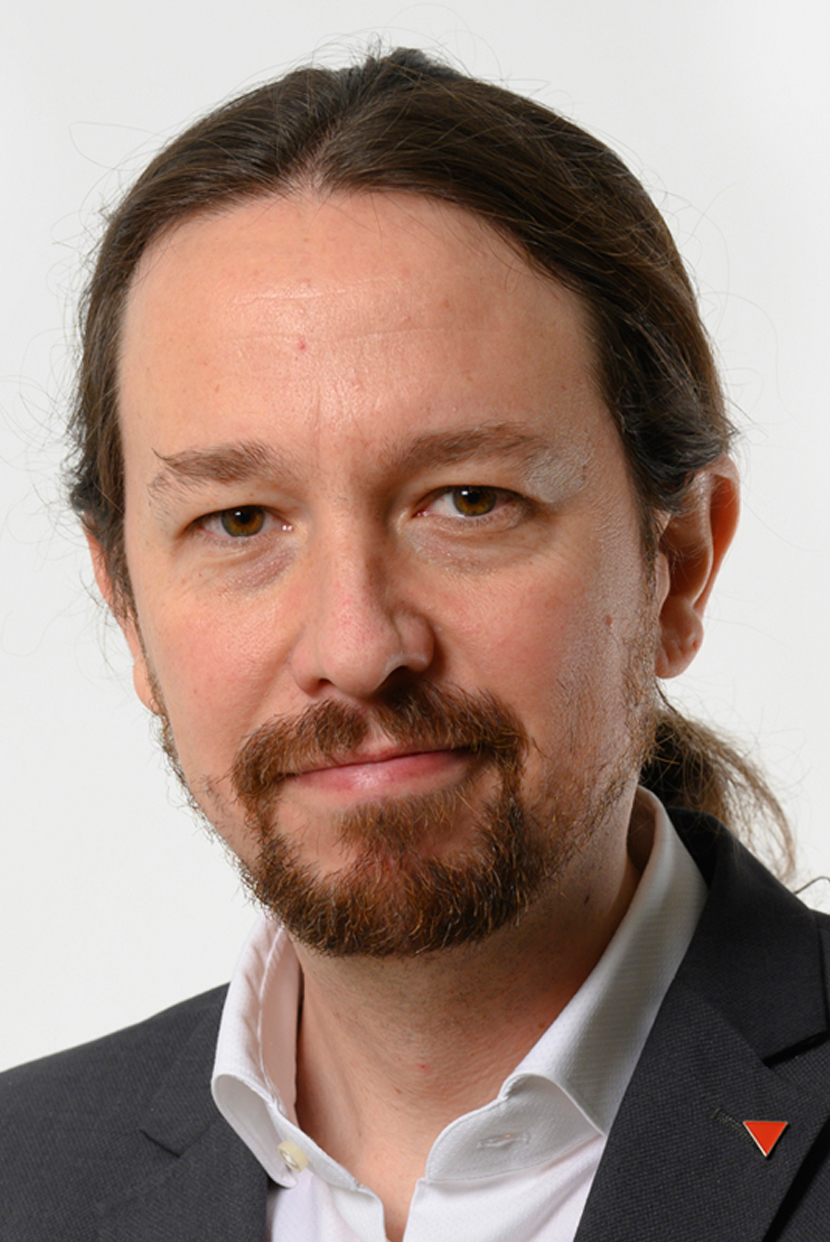

파블로 이글레시아스 투리온(스페인어: Pablo Iglesias Turrión, 1978년 10월 17일 ~ )은 스페인의 정치인으로 2014년부터 2021년까지 포데모스의 사무총장었다.
정계 입문 전에는 마드리드 콤플루텐세 대학교의 정치학 교수였으다. 2014년 유럽의회 선거를 앞두고 포데모스를 창당했으며, 이글레시아스 본인 외에도 5명의 당선자를 내었다. 인터넷 방송 프로그램 라 투에르카와 포르트 아파체를 진행하고 있으며, 스페인 TV 정치 프로그램에도 꾸준히 출연하고 있다.
마드리드에서 태어났으며, 그의 이름 "파블로"는 19세기 스페인 사회주의의 아버지이자 사회노동당의 창당주인 파블로 이글레시아스에서 유래한 것이다.